# Северокорейско-сейшельские отношения
Северокорейско-сейшельские отношения — двусторонние дипломатические отношения между Корейской Народно-Демократической Республикой и Сейшельскими Островами.

## История
В 1977–2004 годах во время правления президента Франса-Альбера Рене социалистическое и нейтральное правительство Сейшельских Островов поддерживало тесные отношения с КНДР. Страна получила значительную помощь от КНДР в целях развития. Большая часть сотрудничества носила военный характер. В 1980 году в стране присутствовали северокорейские солдаты. Другим примером военного сотрудничества стало направление в 1983 году пятидесяти пяти северокорейских инструкторов и переводчиков для тренировок военных Сейшельских Островов.
За время пребывания у власти президент Франс-Альбер Рене несколько раз посещал Пхеньян, встречаясь с Ким Ир Сеном. Во время встречи в 1988 году выразил поддержку объединения Кореи под единым социалистическим правительством. По итогам визита они подписали договор об экономическом сотрудничестве.
В 2012 году правительству Сейшельских Островов совместно с правительством Кирибати было предъявлено обвинение в предоставлении паспортов северокорейцам, участвующим в незаконной контрабанде оружия.